# True Ballads
True Ballads è il secondo album raccolta del cantante britannico pop rock Tony Hadley, pubblicato nel 2003, sull'onda del rinnovato successo del personaggio nel nuovo millennio, neo-vincitore dell'edizione di quell'anno del reality show Reborn in the USA, trasmesso dall'emittente televisiva britannica ITV.

## Il disco
L'album comprende 15 brani, che ripercorrono il ventennio di carriera 1983-2003, tra cover di canzoni di altri artisti e hit tratte dal repertorio storico degli Spandau Ballet, di cui Hadley è stato il frontman per 10 anni, tra 1979 e 1989, dando vita al sound più tipicamente riconoscibile del nascente movimento New romantic, prima di approdare ad un misto di pop, rock e soul più commerciale, che ha connotato anche il primo repertorio solista di Tony, costruito assieme al batterista ufficiale del vecchio gruppo, John Keeble, e al tastierista turnista Toby Chapman, fino alla recente svolta jazz/swing dell'ultimo album realizzato dal cantante nel 2006, Passing Strangers.

## I brani
Della ex band, compaiono i tre classici True (Numero 1 in UK, nel 1983), Through the Barricades (Numero 1 in Italia, nel 1986) e Only When You Leave (l'ultimo successo statunitense, del 1984).
Tra le cover, invece, sono da segnalare Slave to Love dell'ex cantante dei Roxy Music, Bryan Ferry, Wonderful Life del cantante inglese Black, Woman in Chains dei Tears for Fears e, soprattutto, Save a Prayer dei rivali Duran Duran, il gruppo con cui gli Spandau Ballet, per alcuni anni, si sono praticamente divisi il pubblico mondiale - in particolare quello statunitense, quello italiano e quello dell'Europa centrale di lingua tedesca/francese/olandese.
Tra le tracce minori del repertorio solista, infine, spicca la scelta dell'unico brano She, dedicato alla figlioletta Toni, avuta dalla moglie Leonie.

## Tracce
1. True - 5:31 (Spandau Ballet)
2. First of May - 5:22 (Bee Gees)
3. Save a Prayer - 5:06 (Duran Duran)
4. Through the Barricades - 4:47 (Spandau Ballet)
5. After All this Time - 5:21 (Sting)
6. Slave to Love - 3:54 (Bryan Ferry)
7. She's Gone - 4:56 (Hall & Oates)
8. Only When You Leave - 4:43 (Spandau Ballet)
9. Wonderful Life - 5:03 (Black)
10. She - 3:42 (Tony Hadley)
11. The First Cut Is the Deepest - 3:34 (Cat Stevens/Rod Stewart)
12. I Can't Make You Love Me - 4:47 (Bonnie Raitt)
13. Dance with Me - 4:45 (Alphaville)
14. Free Fallin' - 4:09 (Tom Petty)
15. Woman in Chains - 4:53 (Tears for Fears)